# Bušeher
Bušeher (perz. بوشهر; Būšeher/Bušehr) je grad u Iranu, sjedište Bušeherske pokrajine i važna luka na obali Perzijskog zaljeva. Od glavnog grada Teherana udaljen je približno 1280 km prema jugu. Bušeher je osnovan tijekom sasanidskog razdoblja, a u vrijeme vladavine afšaridskog Nader-šaha postao je najvažnijom iranskom ratnom lukom. Danas grad predstavlja važno pomorsko čvorište; povezan je autocestama s Ahvazom na sjeverozapadu, Širazom na sjeveroistoku, te obalnom cestom s Bandar Abasom na jugoistoku. Gradska luka služi pretežito za izvoz nafte i poljoprivrednih proizvoda iz plodnih polja u pokrajini Fars, a među ostalim važnijim gospodarskim granama su ribarstvo i građevinarstvo. U Bušeheru se nalazi NE Bušeher, prva iranska nuklearna elektrana i važna karika u nuklearnom programu. Prema popisu stanovništva iz 2006. godine u Bušeheru je živjelo 161.674 ljudi.

## Poveznice
- Zračna luka Bušeher

## Vanjske poveznice
- (perz.) Službene stranice Bušehera  Arhivirana inačica izvorne stranice od 23. kolovoza 2011. (Wayback Machine)

Ostali projekti
|  | Zajednički poslužitelj ima još gradiva o temi Bušeher |